# إميل ماثيو ليرد
إميل ماثيو ليرد (بالإنجليزية: Emil Matthew Laird)‏ هو طيار أمريكي، ولد في 29 نوفمبر 1896 في سانت تشارلز في الولايات المتحدة، وتوفي في 18 ديسمبر 1982 في بالم بيتش في الولايات المتحدة.